# A huszonhetedik nap
A huszonhetedik nap (eredeti cím: The 27th Day) 1957-ben bemutatott amerikai sci-fi film. A hidegháború, a két világrendszer szembenállásának csúcspontján, az atomháborús fenyegetés árnyékában egy földönkívüli faj menedéket szeretne találni a Földön. Mivel etikai szintje nem engedi meg élőlények elpusztítását, egy kizárólag csak az embereket elpusztító, de a környezetet és a többi élőlényt sértetlenül hagyó szuperfegyver átadásával önmaga kiirtását rábízza az emberiségre, ehhez 27 nap áll rendelkezésre. A film John Mantley azonos című, 1956-os regénye alapján készült.

## Cselekmény
Öt, találomra kiválasztott embert elrabolnak és űrhajójuk fedélzetére teleportálnak a földönkívüli idegenek. Jonathan Clark amerikai riporter, újságíró, Eve Vingate fiatal brit nő, professzor Klaus Bechner német fizikus, Ivan Godovszkij orosz közlegény és Szu Tan, egy kínai földműves nő, akinek a családját az imént mészárolták le a katonák. Az űrhajón egy humanoid lény fogadja őket. Közli, egy békés és virágzó civilizációról érkezett, melynek bolygója heteken belül élhetetlenné fog válni a központi csillag nóvává változása miatt, ezért új bolygóra van szükségük. Erkölcsi-etikai szabályaik tiltják élőlények elpusztítását, viszont ismerve az emberi faj erőszakos természetét, saját kezükbe adják önmaguk kipusztításának a lehetőségét, erre 27 nap áll rendelkezésre. 
Mind az öt elrabolt kap egy-egy dobozkát, mindegyikben három kapszulával. A dobozt csak az adott személy képes felnyitni, kizárólag mentális úton, a benne lévő kapszulákat viszont már bárki felhasználhatja. Mindössze annyit kell tenni, hogy hangosan ki kell mondani egy földrajzi koordináta helyét, ennek a középpontnak a cirka 2000 kilométeres sugarában minden ember megsemmisül, de a többi élőlény és a környezet sértetlenül marad. Itt az alkalom az ellenséggel való végső leszámolásra. Ha ez bekövetkezik és az emberiség kölcsönösen kiirtotta egymást, az idegenek elfoglalhatják a Földet. Ha nem, akkor tudomásul veszik, hogy nekik kell elpusztulniuk. Ha a doboz gazdája meghal a huszonhetedik nap letelte előtt, a benne lévő kapszulák deaktiválódnak. 
Az öt személyt ezután visszatranszportálják a Földre, majd a világ összes tévé- és rádióállomásának egyidejű eltérítésével bemondják a nevüket, foglalkozásukat és a tartózkodási helyüket, valamint az idegenek célját. A családját, házát elveszített Szu Tan leszámolás helyett az öngyilkosságot választja, Eve a tengerbe dobja a dobozkát, majd elutazik Amerikába, megkeresni Jonathant. Bechner professzor összezavarodottságában, vagy öngyilkossági szándékkal egy autó alá gyalogol és kórházba kerül. A külsejét megváltoztatott Jonathan és Eve egy használaton kívüli lóversenypálya egyik faházában bújik meg kivárni a 27 nap leteltét, mivel szinte közellenségnek vannak nyilvánítva és keresik őket.
Iván megszökne, ám elfogják és eleinte rábeszéléssel, majd egyre durvább erőszakkal akarják rávenni a doboz kinyitására, céljuk Amerika teljes leradírozása a térképről, ám Iván ellenáll. A kórházban fekvő professzor sérülésére való hivatkozással kihátrál a hatósággal való együttműködésből, ám amikor két orosz ügynök meg akarja gyilkolni, belátja tévedését. Jonathan a rádióból értesül, hogy egy rá hasonlító embert a tömeg meglincselt, ezután ő és Eve önként feladják magukat. Ivánt igazságszérummal és az orosz hazát fenyegető Amerika rémképével veszik rá az együttműködésre, megtört állapotban kinyitja a dobozt. A szovjet vezetés azonnal megzsarolja Amerikát, az összes csapatát azonnal ki kell vonnia minden országból, különben a kapszulák birtokában totális háborút indítanak ellenük. Félő, hogy az utolsó pillanatokban, amikor a viszontválasz már lehetetlen, ennek ellenére támadást fognak indítani Amerika ellen. 
12 nap van hátra, a félelem egyre fokozódik. Az emberiségnek mindössze egyetlen és pofon egyszerű dolga lenne, nem csinálni semmit, míg le nem telik a 27 nap, de erre is képtelen a másiktól való félelme és gyűlölete miatt. Bechner professzor valami egyelőre nem ismert csavart lát az ügyben, működésben szeretné látni az egyik kapszulát. A próbára csak egyetlen alkalmas hely van, az óceán egyik távoli pontja. Bechner koros kollégája közli, korábban halálos adag gamma-sugárzást kapott, nincs sok ideje hátra, önként vállalkozik az áldozat szerepére. A kísérlet során eltűnik, a mellette lévő állatok viszont sértetlenek maradnak. 
Bechner észreveszi, a kapszulák oldalán furcsa jelek vannak, melyek csak együtt értelmezhetők. Eszerint alkalmasak az emberiség kipusztítására, de megmentésére is, a kapszula indítója akarata szerint. Nem élet, vagy halál, hanem élet és halál a rendeltetésük. Elérkezett az utolsó perc. Az orosz tábornok Amerika teljes elpusztítására indítaná kapszuláit, ám Iván nekiront, eközben golyót kap, a kapszulák kiesnek az ablakon és hatástalanná válnak. Bechner ugyanekkor élet üzemmódban indított kapszulái elpusztítják az emberiség ellenségeit, a diktátorokat, őrült vezéreket, a militáns tábornokot is beleértve. 
A saját ellenségeitől megszabadult emberiség befogadja a pusztuló bolygó lakosait, akik számára van hely a sivatagokban és a sarkvidéken. A helyért cserébe az emberiség beléphet az űrkorszakba.

## Érdekesség
- A filmben konkrétan sehol nem mondják ki a szovjetek, vagy az oroszok, mint ellenség nevét, csak annyit, hogy „a vasfüggönyön túliak“. A katonák egyenruhája és sapkajelvénye nem felel meg a szovjet hadseregének.

## Szereplők
- Gene Barry – Jonathan Clark, amerikai riporter, újságíró
- Valerie French – Eve Wingate, fiatal brit nő Cornwallból
- George Voskovec – Prof. Klaus Bechner, német fizikus
- Azemat Janti – Ivan Godovszkij, szovjet közlegény
- Maria McClay – Szu Tan, kínai földműves nő
- Arnold Moss – az idegen lény
- Stefan Schnabel – szovjet tábornok
- Friedrich von Ledebur – Dr. Karl Neuhaus, Bechner kollégája
- Paul Birch – admirális

## Mozielőzetes
- https://www.youtube.com/watch?v=OnWD0eTbeeY